# Peter Knack
Peter Knack (* 4. Oktober 1938; † 16. Juni 1976) war ein deutscher Badmintonspieler.

## Karriere
Peter Knack war einer der Pioniere im Badmintonsport der Bundesrepublik. Nach mehreren Medaillengewinnen im Juniorenbereich gewann er 1958 Silber im Herreneinzel bei den Erwachsenen. Im gleichen Jahr siegte er bei den French Open. 1959 wurde er deutscher Meister im Herreneinzel. Mit dem 1. BC Wiesbaden gewann er 1965 Mannschaftssilber.

## Sportliche Erfolge
| Saison    | Veranstaltung                     | Disziplin    | Platz | Name                                                                                                 |
| --------- | --------------------------------- | ------------ | ----- | --- |
| 1954/1955 | Deutsche Einzelmeisterschaft U18  | Herreneinzel | 4     | Peter Knack (BC Wiesbaden-Biebrich)                                                                  |
| 1954/1955 | Deutsche Einzelmeisterschaft U18  | Herrendoppel | 2     | Peter Knack / Dieter Graulich (BC Wiesbaden-Biebrich)                                                |
| 1954/1955 | Deutsche Einzelmeisterschaft U18  | Mixed        | 3     | Peter Knack / Liselotte Reinhardt (BC Wiesbaden-Biebrich)                                            |
| 1955/1956 | Deutsche Einzelmeisterschaft U18  | Herreneinzel | 1     | Peter Knack (BC Biebrich)                                                                            |
| 1955/1956 | Deutsche Einzelmeisterschaft U18  | Herrendoppel | 3     | Peter Knack / Dieter Graulich (BC Wiesbaden-Biebrich)                                                |
| 1956/1957 | Deutsche Einzelmeisterschaft U18  | Herrendoppel | 2     | Peter Knack / Dieter Graulich (BC Biebrich)                                                          |
| 1957/1958 | Deutsche Einzelmeisterschaft      | Herreneinzel | 2     | Peter Knack (BC Wiesbaden-Biebrich)                                                                  |
| 1958      | French Open                       | Herreneinzel | 1     | Peter Knack                                                                                          |
| 1958/1959 | Deutsche Einzelmeisterschaft      | Herreneinzel | 1     | Peter Knack (BC Biebrich)                                                                            |
| 1959/1960 | Deutsche Einzelmeisterschaft      | Herrendoppel | 3     | Manfred Fulle / Peter Knack (BC Biebrich)                                                            |
| 1959/1960 | Deutsche Einzelmeisterschaft      | Herreneinzel | 3     | Peter Knack (BC Biebrich)                                                                            |
| 1964/1965 | Deutsche Mannschaftsmeisterschaft | Mannschaft   | 2     | 1. BC Wiesbaden (Klaus-Dieter Framke, Manfred Fulle, Peter Knack, Lim, Edeltraud Geist, Rosel Filpe) |
| 1965/1966 | Deutsche Einzelmeisterschaft      | Herrendoppel | 3     | Fischer / Peter Knack (1. Wiesbadener BC)                                                            |